# 1735년
1735년은 토요일로 시작하는 평년이다.

## 연호
- 청(淸) 옹정(雍正) 13년
- 일본(日本) 교호(享保) 20년
- 후 레 왕조(後黎朝) 롱득(龍德) 4년 / 빈흐우(永祐) 원년

## 기년
- 류큐(琉球) 쇼케이왕(尚敬王) 23년
- 청(淸) 세종 옹정제(世宗 雍正帝) 13년
- 조선(朝鮮) 영조(英祖) 11년
- 후 레 왕조(後黎朝) 순종(純宗) 4년 / 의종(懿宗) 원년

## 사건
- 청나라의 6대 황제 건륭제가 등극하다.

## 탄생
- 1월 1일 - 미국의 은세공가 폴 리비어. (~1818년)
- 2월 13일 - 조선의 추존왕 장조. (~1762년)
- 3월 20일 - 스웨덴의 화학자, 박물학자 토르베른 올로프 베리만. (~1784년)
- 7월 26일 - 조선의 추존왕비 헌경왕후. (~1816년)
- 9월 5일 - 독일의 작곡가 요한 크리스티안 바흐. (~1782년)
- 10월 30일 - 미국의 2대 대통령, 초대 부통령을 지낸 존 애덤스. (~1826년)

## 사망
- 10월 8일 - 중국 청나라의 5대 황제 옹정제. (1678년~)